# Olgantha eophylla
Olgantha es un género de hepáticas perteneciente a la familia Gymnomitriaceae. Su única especie: Olgantha eophylla, es originaria de Ecuador.

## Taxonomía
Olgantha eophylla fue descrita por Rudolf M. Schuster  y publicado en Nova Hedwigia 63: 535. f. 1–2. 1996.